# Nachal Šamaj
Nachal Šamaj (hebrejsky: נחל שמאי) je vádí v Horní Galileji, v severním Izraeli.
Začíná u pramene Ejn Šamaj (עין שמאי) na jižních svazích hory Har Mesarvim poblíž severního okraje vesnice Kfar Šamaj, která leží cca 4 kilometry západně od Safedu. Směřuje k východu okolo okraje vesnice a pak se stáčí k jihu, přičemž se prudce zařezává do okolního terénu. Klesá poté k jihu do kaňonu Nachal Amud, do kterého ústí zprava.